# Dworki (Nowa Ruda)

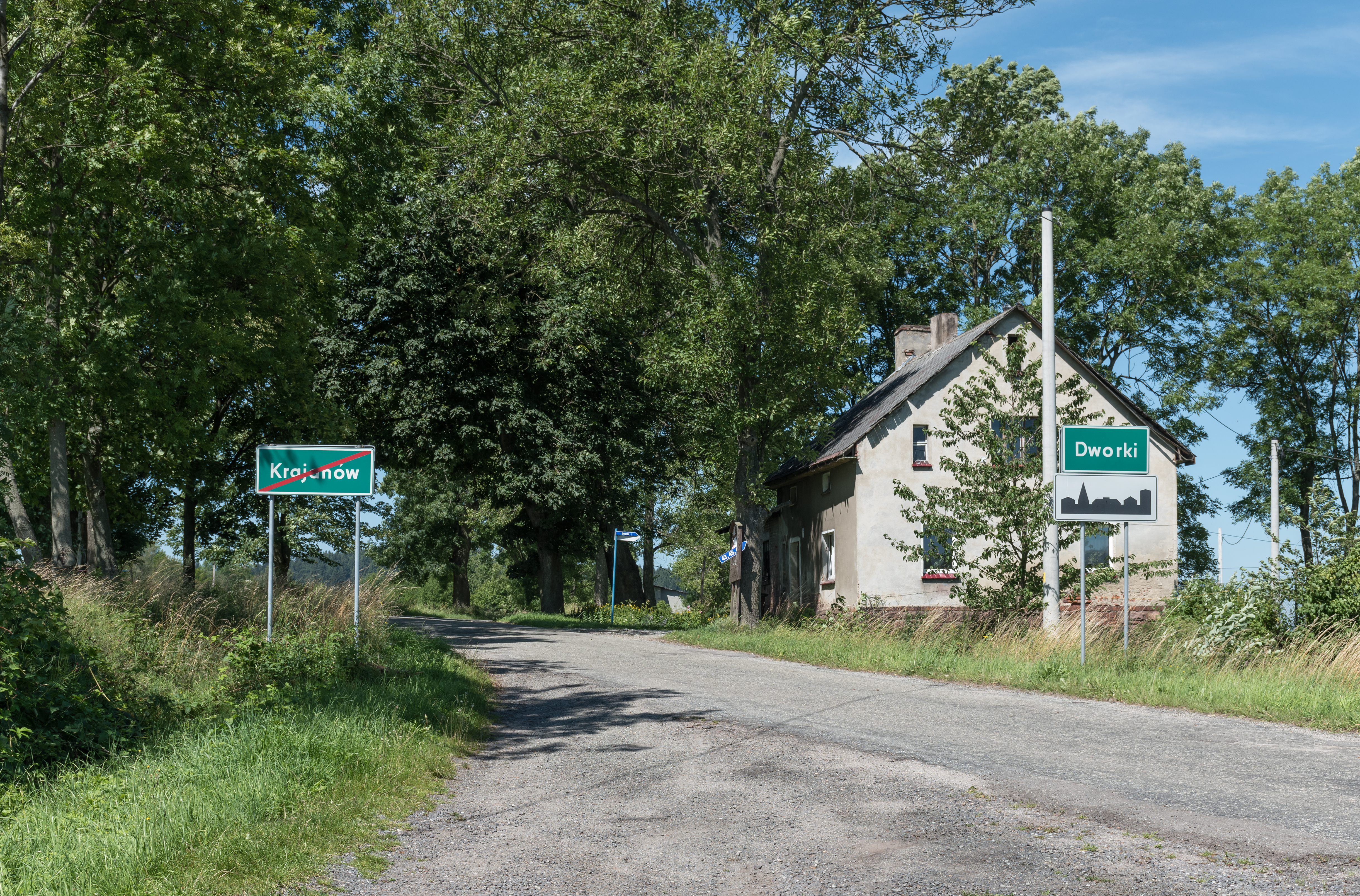
Dworki (2017)

Dworki (deutsch: Vierhöfe) ist ein Ort in der Landgemeinde Nowa Ruda im Powiat Kłodzki der Woiwodschaft Niederschlesien in Polen. Es liegt sieben Kilometer nordwestlich von Nowa Ruda (Neurode).

## Geographie
Dworki gehört geographisch zum Glatzer Kessel. Nachbarorte sind Świerki (Königswalde) im Norden, Sośnina (Fichtig), Ludwikowice Kłodzkie (Ludwigsdorf) und Borek (Hain) im Osten, Krajanów (Krainsdorf), Krajanówek (Klein Krainsdorf) und Sokolica (Zaughals) im Südosten sowie Granicznik (Markgrund) und Bartnica (Beutengrund) im Nordwesten. Jenseits der Landesgrenze zu Tschechien, die westlich verläuft, liegen die grenznahen Naturschutzgebiete „Vysoká skála“ und „Pod Vysokou skálou“ sowie im Steinetal die zum Braunauer Land (tschechisch Broumovsko bzw. Broumovský výběžek) gehörenden Dörfer Šonov (Schönau), Rožmitál (Rosental) und Benešov (Straßenau). Nordwestlich von Dworki befindet sich der Grenzübergang Janovičky (Johannesberg).

## Geschichte
Vierhöfe ist für das Jahr 1669 erstmals urkundlich belegt. Es gehörte zum Neuroder Distrikt in der Grafschaft Glatz und war damals ein „Vorwerk mit vier Häusern“, das im Besitz der stillfriedschen Herrschaft Neurode war. Zusammen mit der Grafschaft Glatz, die unmittelbar zu Böhmen gehörte, fiel es nach dem Ersten Schlesischen Krieg 1742 und endgültig mit dem Hubertusburger Frieden 1763 an Preußen. Im 18. und 19. Jahrhundert entwickelte es sich zu einem größeren Dorf.
Nach der Neugliederung Preußens gehörte Vierhöfe ab 1815 zur Provinz Schlesien, die in Landkreise aufgeteilt wurde. 1816–1853 war der Landkreis Glatz, 1854–1932 der Landkreis Neurode zuständig. Nach dessen Auflösung 1933 gehörte Vierhöfe bis 1945 wiederum zum Landkreis Glatz. 1874 wurde aus den Landgemeinden Vierhöfe, Beutengrund, Königswalde und Markgrund sowie den Gutsbezirken Beutengrund und Königswalde der Amtsbezirk Königswalde gebildet. 1890 ist in Vierhöhe eine Schule belegt; 1939 bestand es aus 427 Einwohnern.
Als Folge des Zweiten Weltkriegs fiel Vierhöfe 1945 mit dem größten Teil Schlesiens an Polen und wurde in Dworki umbenannt. Die deutsche Bevölkerung wurde, soweit sie nicht schon vorher geflohen war, 1946 weitgehend vertrieben. Die neu angesiedelten Bewohner waren zum Teil Heimatvertriebene aus Ostpolen, das an die Sowjetunion gefallen war. Da die Bewohner den abgelegenen Ort in der nachfolgenden Zeit größtenteils wieder verließen, ging die Einwohnerzahl deutlich zurück. 1975–1998 gehörte Dworki zur Woiwodschaft Wałbrzych (Waldenburg).